# Бадландс
Бадландс („Зла земя“) е регион, разположен в югозападната част на щата Южна Дакота и северозападната част на Небраска. В него се намира националният парк „Бадландс“.
Този район с остри като ножове хребети, дълбоки дерета, тесни хълмове и безкрайна пустиня, която се простира зад хоризонта, напълно е заслужил името си Бадландс. И индианците сиукси, и европейците, всеки на своя език, нарекли по един и същи начин безлюдната пустиня.
Платото на днешните Бадландс започва да се формира преди 80 млн. години. Тогава представлява дъно на плитко море. Тектонските процеси, които преди 65 млн. години предизвикват образуването на Скалистите планини, издигат и този район. Водата на морето се оттича, отмивайки почвата и част от скалите. Ерозията все още продължава – всяка година Вампирският връх се скъсява с близо 15 см.
В Бадландс са открити многобройни фосили на разни древни животни, включително саблезъб тигър, трипръст кон и малка камила. Преди 23 млн. години туам е живял и подобният на носорог емболотериум.